# N-po-generatie
N-po-generatie (Hangul: N포세대; Hanja: N抛世代; geromaniseerd: N-po sedae) is een term uit Zuid-Korea die verwijst naar een generatie jonge mensen die vanwege maatschappelijke druk en economische problemen een onbepaald aantal sociale en economische levensdoelen opgeven, zoals het huwelijk, het krijgen van kinderen en het zelfstandig wonen. 

## Etymologie en evolutie van het woord
De term N-po-generatie is een vervolg op eerdere neologismen die de groeiende desillusie onder jonge Zuid-Koreanen beschreven, waarbij de N staat voor oneindig.
De oorsprong ligt bij de Sampo-generatie, letterlijk de "generatie die drie dingen opgeeft". Deze term werd rond 2011 populair en verwees naar het opgeven van:
- verkering (연애, yeonae)
- huwelijk (결혼, gyeolhon)
- kinderen (출산, chulsan)[3]

Deze doelen werden opgegeven vanwege de hoge kosten en de tijdinvestering die in een competitieve economie nodig zijn.
Naarmate de economische omstandigheden verslechterden, werd de lijst van opgegeven doelen langer. Dit leidde tot de Opo-generatie, die naast de vorige drie ook werkgelegenheid en eigen huisvesting opgaf. Later volgde de Chilpo-generatie, die ook interpersoonlijke relaties en hoop/dromen liet varen.
Uiteindelijk werd de term N-po-generatie gangbaar om aan te geven dat de lijst van opgegeven zaken in principe eindeloos is geworden. Om de ultieme staat van maatschappelijke terugtrekking te beschrijven gebruiken sommige academici de term Wanjeon-po-generatie, "de generatie die alles volledig opgeeft".

## Maatschappelijke gevolgen
De perspectieven van de N-po-generatie hebben directe en verstrekkende gevolgen voor de Zuid-Koreaanse samenleving. Het is een belangrijke verklarende factor voor het lage vruchtbaarheidscijfer van het land, dat al jaren een van de laagste ter wereld is. Dit leidt tot een snelle vergrijzing en creëert op lange termijn demografische druk en economische uitdagingen.
Daarnaast weerspiegelt het een bredere maatschappelijke onvrede en een groeiend gevoel van hopeloosheid en cynisme onder de jeugd.

## Vergelijkbare concepten in andere landen
Hoewel de terminologie uniek is voor Zuid-Korea, is het onderliggende fenomeen van desillusie en het opgeven van traditionele levensdoelen een wereldwijd verschijnsel.
- Japan: De Verloren Generatie en de recentere Hikkomori beschrijven jongeren die respectievelijk door economische stagnatie en een bewuste keuze voor een minimalistisch leven materiële ambities en traditionele carrièredoelen laten varen.[5][6]
- China: De concepten Tang Ping ("platliggen") en Bai Lan ("laten rotten") zijn vormen van passief verzet tegen de extreme prestatiecultuur en de onhaalbare maatschappelijke verwachtingen.[7][8]
- Europa: De term Precariaatgeneratie wordt gebruikt om een groep van hoogopgeleide jongeren met onzekere vooruitzichten te beschrijven, met name in Zuid-Europese landen.[9] De statistische categorie NEET (Not in Education, Employment, or Training) duidt op jongeren die buiten het economische en educatieve systeem vallen.
- Noord-Amerika: Fenomenen als het Failure to Launch-syndroom en de algemene trend van uitgestelde levensmijlpalen  onder Millennials en Generatie Z zijn het gevolg van vergelijkbare economische barrières zoals studieschuld en hoge huisvestingskosten.[10][11]